# Каракум (пустыня на севере Жетысуской области)
Караку́м (с каз. — «чёрный песок») — песчаная пустыня в северной части Жетысуской области Казахстана (существовавшей в 1944—1959, 1967—1997 годах как Талды-Курганская область, в 1959—1967, 1997—2022 годах — на северо-востоке Алматинской области). Расположена в Балхаш-Алакольской котловине, занимая сухопутный перешеек между озёрами Балхаш на западе и Сасыкколь на востоке. 
Каракум тянется полумесяцем между восточной оконечностью озёр Балхаш и Сасыкколь, огибая невысокий хребет Аркалы с севера. Далее пески тянутся на юг в междуречье Лепсы и (Тентека) до населённого пункта Андреевка. 
По окраинам песков расположены населённые пункты Акбалык, Кураксу, Жарсуат, Ушарал, Ельтай. 
Речная сеть в самой пустыне крайне бедна и носит временный характер. По её периметру текут постоянные реки Лепсы и Тентек, в северной части расположенные пересыхающие низовья р. Аягуз.